# Пустиана (Бакау)
Пустиана (рум. Pustiana) насеље је у Румунији у округу Бакау у општини Паржол. Oпштина се налази на надморској висини од 363 m.

## Становништво
Према подацима из 2002. године у насељу је живело 1961 становника.

### Попис2002.
| Расподела становништва по националности 2002.‍ | Расподела становништва по националности 2002.‍ | Расподела становништва по националности 2002.‍ | Расподела становништва по националности 2002.‍ | Расподела становништва по националности 2002.‍ |
| --------------------------------------------- | --------------------------------------------- | --------------------------------------------- | --------------------------------------------- | --------------------------------------------- |
|                                               |                                               |                                               |                                               |                                               |
| Румуни                                        | Румуни                                        |                                               | 1.549                                         | 79,1%                                         |
| Мађари                                        | Мађари                                        |                                               | 338                                           | 17,3%                                         |
| Чанго                                         | Чанго                                         |                                               | 72                                            | 3,7%                                          |